# The Imperial
The Imperial是印度的複合式建築，由兩座造型相同的摩天大樓組成，位於印度的第一大城孟買的南區。兩座大樓建築高度皆為256公尺、60層樓，於2010年完工，是當時印度以及南亞地區最高的建築物。The Imperial由印度本土建築師哈菲茲·康特拉克托設計，Shapoorji Pallonji公司建造。

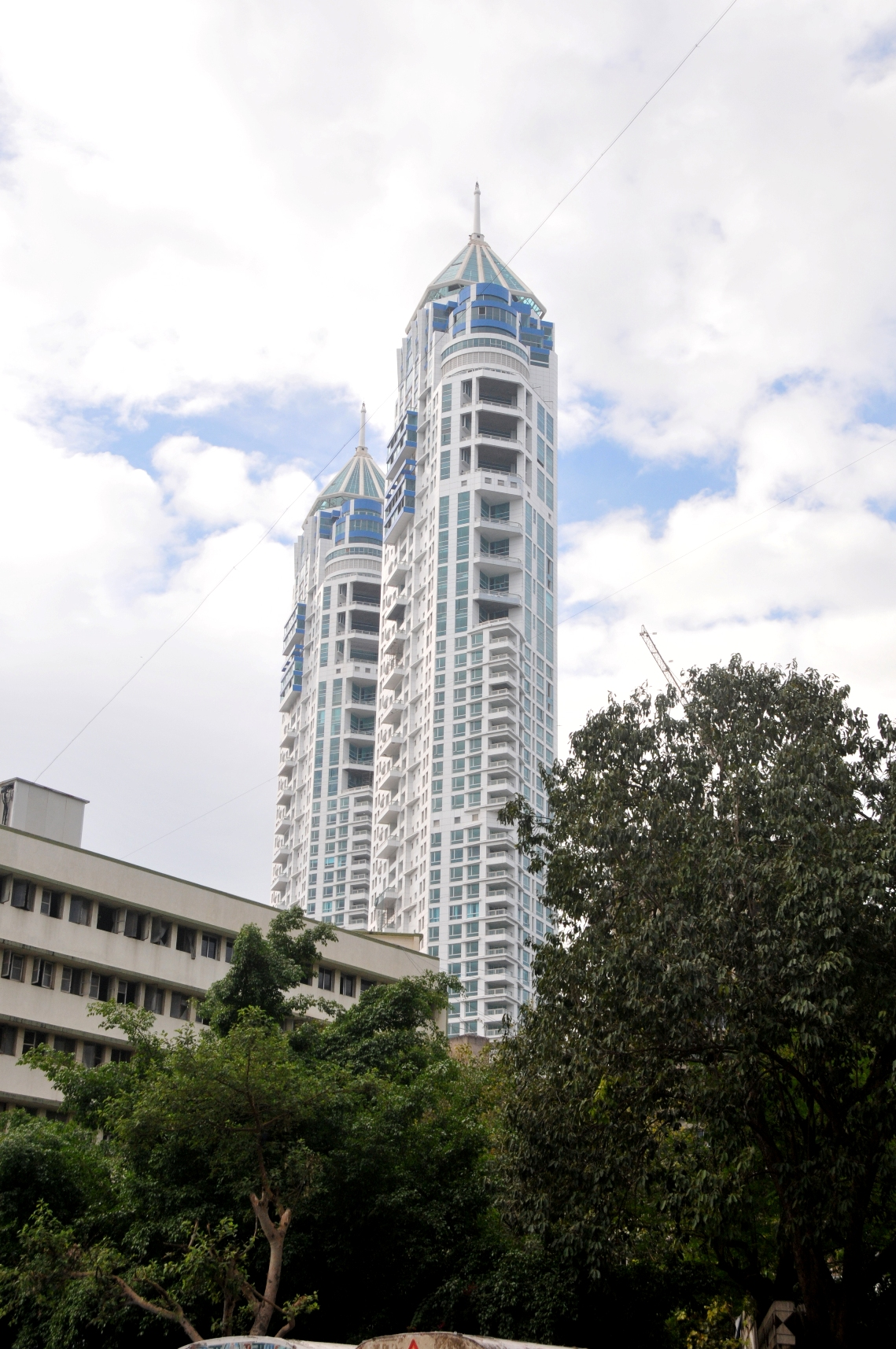
The Imperial